# Gerrit van Blaaderen
Gerrit Willem van Blaaderen (Nieuwer-Amstel (Amstelveen), 18 juni 1873 – Bergen (NH), 10 september 1935) was een Nederlands kunstschilder en tekenaar. Hij wordt in verschillende periodes van zijn artistieke ontwikkeling gerekend tot de Larense School successievelijk de Bergense School in de schilderkunst.

## Leven
Van Blaaderen heeft gewoond en gewerkt in Amstelveen, Parijs, Londen, Bloemendaal, Huizen, Laren en Bergen. In 1905 trouwde hij met de bemiddelde schilderes Riet Hoogendijk. Hij was lid van de schildersverenigingen Arti et Amicitiae en sinds 1899 van Sint Lucas te Amsterdam.
In Bergen behoorden Leo Gestel, Arnout Colnot, Dirk Filarski en Charley Toorop tot zijn vriendenkring.

## Werk
Van Blaaderen was een bewonderaar van Cézanne. Hij is een leerling van Hendrik Hulk en Willem Vaarzon Morel (1868-1955). Hij maakte figuurvoorstellingen, landschappen, portretten, stillevens, diervoorstellingen en stadsgezichten.
Tijdens zijn Larense periode schilderde hij heidelandschappen en figuurstukken in de stijl van het impressionisme. Hij werd beïnvloed door de schilder Ferdinand Hart Nibbrig. Diens pointillisme volgde hij niet exact na. Van Blaaderens werk was in die tijd niet uit stipjes opgebouwd maar uit korte streepjes. Die periode in zijn schildersloopbaan wordt wel tot de Larense School gerekend. Later wordt hij gerekend tot de Bergense School. De werken van deze Nederlandse kunstrichting kenmerken zich door figuratie met kubistische invloeden en een expressionistische toets in donkere tinten.

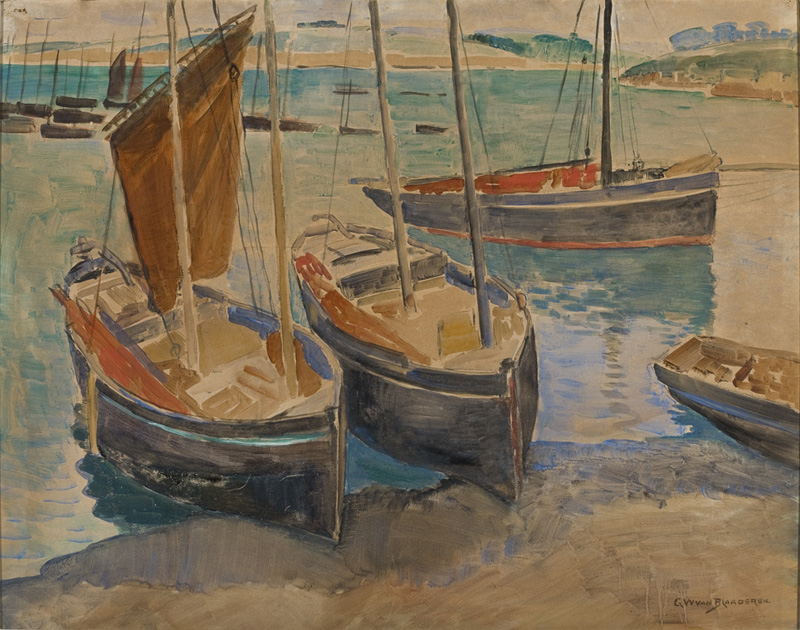
Haven in Bretagne
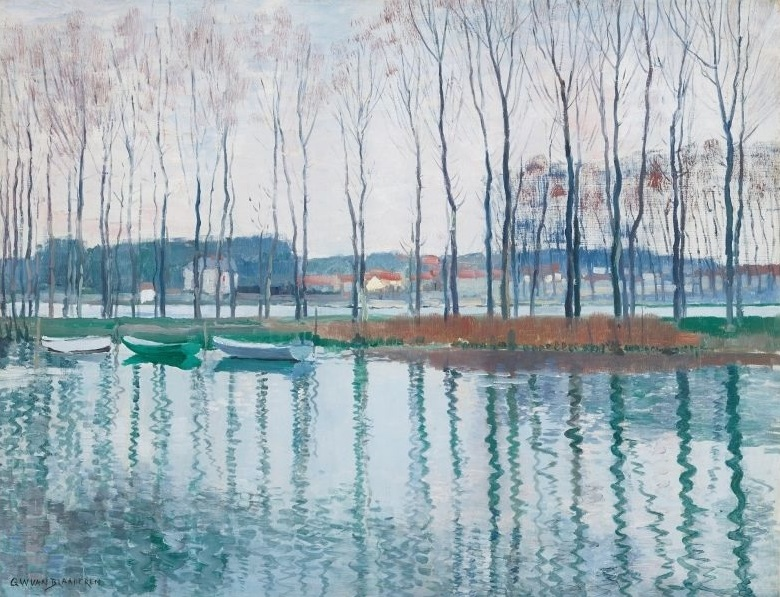
Bootjes aan de Seine (1908)
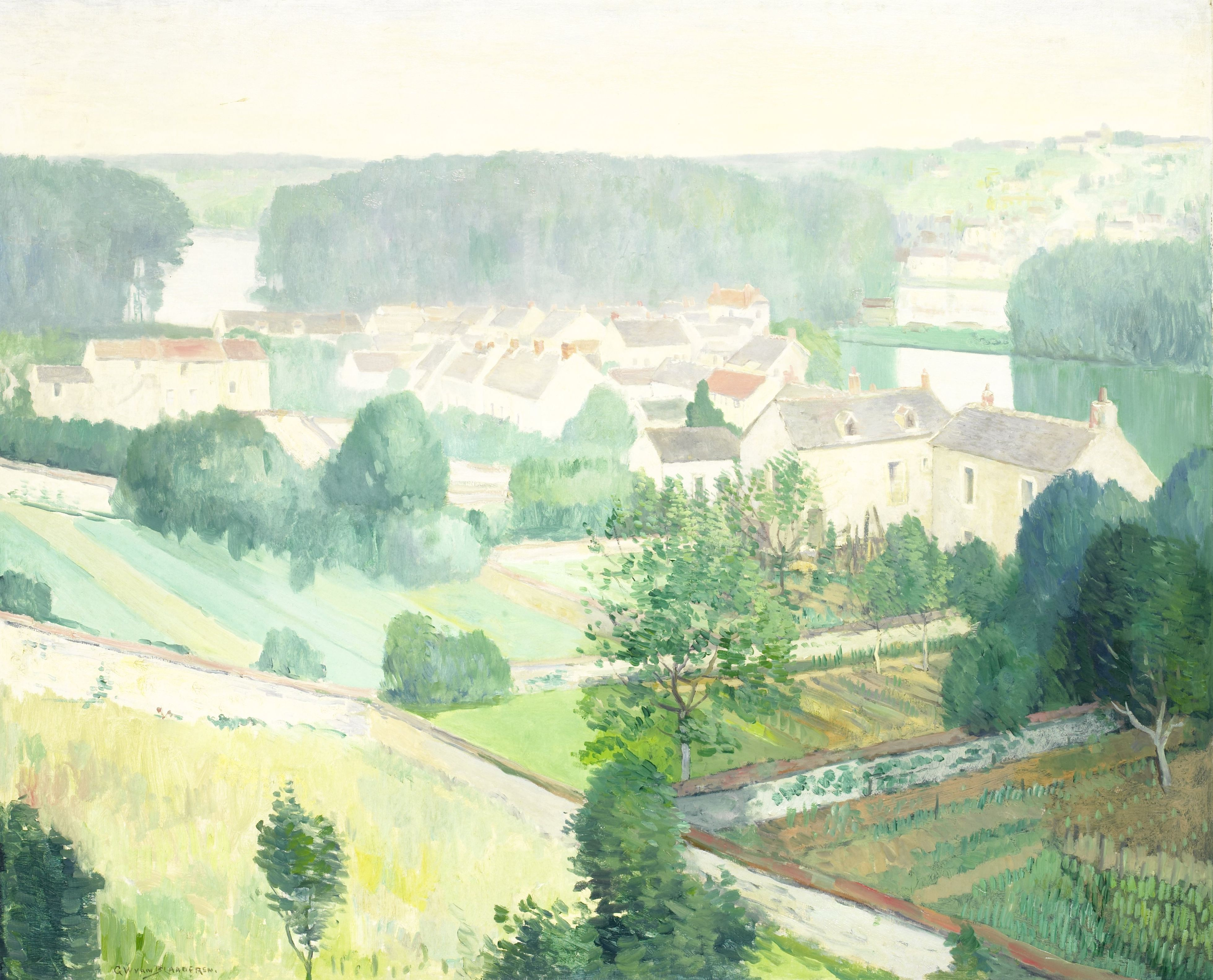
Het dorp Samois-sur-Seine (1910-1914)
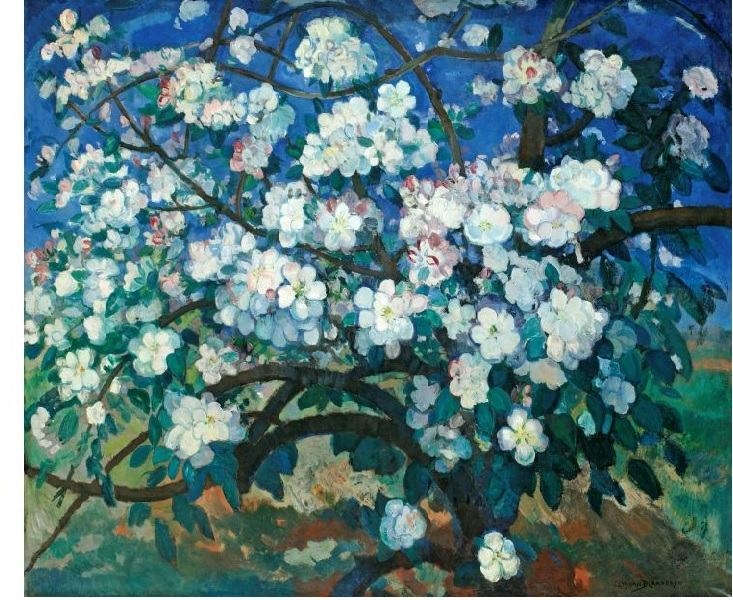
Lente (1922)
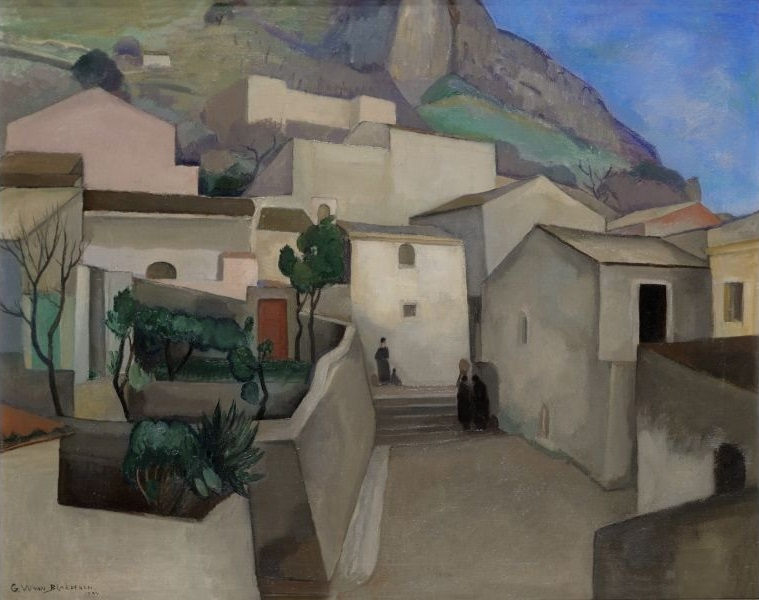
In la citta (Sicilië) (1924)
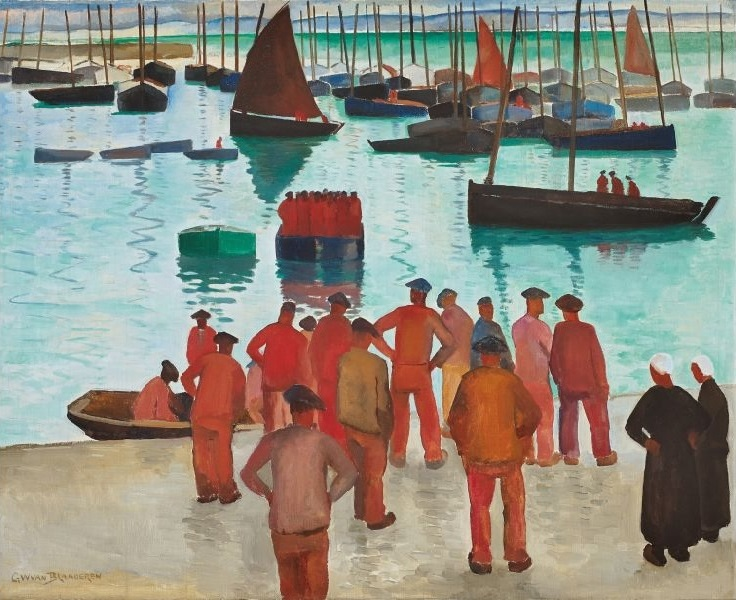
Port de Pêche en Bretagne (ca. 1928)

## Permanente Collecties
- Museum Kranenburgh in Bergen (NH)
- Stedelijk Museum Alkmaar
- Museum De Wieger in Deurne